# Ина (приток Одры)
Ина (пол. Ina, нем. Ihna) — река в северо-западной Польше, в Западно-Поморском воеводстве, правый приток Одры.
Длина реки составляет 129 км, площадь водосборного бассейна — 2189 км².
Начало около города Иньско, впадает в Одру около Щецина.
Главные города на реке:
- Реч
- Старгард-Щециньски
- Голенюв.

Основные притоки:
- Кромпель
- Мала Ина

Служит байдарочным маршрутом от Совна (гмина Старгард-Щециньски) до Голенюва, рыболовное значение реки невелико.